# Hercules csillagkép

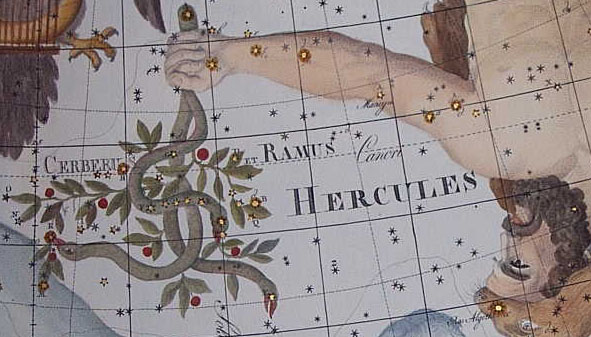
A Herkules csillagkép Johann Bode Uranográphiájából

A Herkules csillagkép

A Hercules egy csillagkép.

## Története, mitológia
A görög mitológia szerint Héraklész, Zeusz fia, dühében megölte a feleségét és a gyermekeit, ezért vezeklésül 12 nagyon nehéz munkát kellett elvégeznie (ezek egyike a Sárkány megölése volt, ezért szomszédja a Sárkány csillagkép). 

Korábban a csillagkép neve nem Hercules, hanem a Johannes Kepler kiadásában 1627-ben megjelent Tabulae Rudolphiane-ben görögül Engonasin (Térdeplő vagy Zsámoly) volt.

## Csillagok
- β Herculis - Kornephoros, 2,78m, G7 osztály, 150 fényév
- α Herculis - arabul Ras Algethi (A Térdeplő/térdelő feje): 3m - 4m között szabálytalan időközönként ingadozó fényességű vörös óriás egy ötödrendű, kékeszöld színű társsal. A kettős már kis távcsővel megfigyelhető. (A térdelő maga Herkules.)
- κ Herculis: sárga színű, ötödrendű óriás, hatodrendű kísérővel, kis távcsővel mindkét csillag észlelhető.
- ρ Herculis: egy kék negyedrendű és egy fehér ötödrendű komponensből álló páros, a felbontásukhoz nagy nyílású távcső szükséges.
- 95 Herculis: két ötödrendű csillagból álló pár, a komponensek kis távcsővel ezüst- és arany színűnek tűnnek.
- 100 Herculis két fehér színű, egyaránt hatodrendű csillagból álló látszólagos kettős.

Az ε Her, a ζ Her, az η Her és a π Her alkotja a Pillér-t (más neveken: Talpkő, Zárókő, Herkules medencéje).

## Mélyég-objektumok
- Messier 13 (NGC 6205) gömbhalmaz, (más néven Herkules-gömbhalmaz)
- Messier 92 gömbhalmaz

## Érdekesség
https://index.hu/techtud/2019/12/17/hunor-magor-exobolygo-csillag-herkules-csillagkep/

## Fordítás
- Ez a szócikk részben vagy egészben  a   Hercules (constellation) című angol Wikipédia-szócikk fordításán alapul.  Az eredeti cikk szerkesztőit annak laptörténete sorolja fel. Ez a jelzés csupán a megfogalmazás eredetét és a szerzői jogokat jelzi, nem szolgál a cikkben szereplő információk forrásmegjelöléseként.